# Suzan-glimt fra en lille piges hverdag i Ægypten
|  | Denne artikel er oprettet af botten Steenthbot ud fra en ekstern database. Den kan derfor have sproglige fejl eller mangler. Denne skabelon kan fjernes efter kontrol af indholdet. |

Suzan-glimt fra en lille piges hverdag i Ægypten er en dansk dokumentarfilm fra 1989 instrueret af Evy Andersen efter eget manuskript.

## Handling
Vi følger den 5-årige Suzans hverdag i et primitivt landsbysamfund i El Bairat, en landsby på vestbredden af Nilen, ved Luxor. Bagning i lerovn - indkøb på tirsdagsmarked - slagtning af fjerkræ - 'fabrikation' af legetøj m. m.